# Чирков, Андрей Петрович
Андре́й Петро́вич Чирко́в (1929 — 2004) — передовик советской металлургии, мастер Омутнинского металлургического завода Министерства чёрной металлургии СССР, Кировская область, Герой Социалистического Труда (1966). Делегат XXV съезда КПСС.

## Биография
Родился в 1929 году в деревне Опали, ныне исчезнувшая деревня на территории Фалёнского района Кировской области, в русской крестьянской семье. Окончил обучение только в 4-х классах в родной Нагорской школе и до 15 лет работал в колхозе, в том числе в годы Великой Отечественной войны. Отец находился на  фронте, мать Феклинья воспитывала одна пятерых детей. Андрею пришлось в 15 лет уехать в город Омутнинск.
После завершения обучения в ремесленном училище Андрей Чирков был направлен работать на Омутнинский металлургический завод, где прошел по ступенькам от правщика до вальцовшика. 17-лет работал мастером стана «500» сортопрокатного цеха Омутнинского металлургического завода. Ему было присвоено звание «Заслуженный металлург». На заводе отзывчивый, трудолюбивый работник пользовался заслуженным авторитетом. Награждён медалью «За трудовое отличие».
Указом Президиума Верховного Совета СССР от 22 марта 1966 года Андрею Петровичу Чиркову было присвоено звание Героя Социалистического Труда с вручением ордена Ленина и золотой медали «Серп и Молот».
В дальнейшем продолжал работать на производстве. В 1976 году являлся делегатом XXV съезда КПСС. Выйдя на пенсию, по просьбе директора завода А.М. Петренко, стал преподавать в техническом училище №12 прокатное дело, обучал группу из 20 человек профессии вальцовщика.
Проживал в Омутнинске Кировской области. Умер в 2004 году.

## Награды
За трудовые успехи удостоен:
- золотая звезда «Серп и Молот» (22.03.1966),
- орден Ленина (22.03.1966),
- Медаль «За трудовое отличие»,
- Заслуженный металлург РСФСР
- другие медали.